# Faulbach (Bawaria)
Faulbach – miejscowość i gmina w Niemczech, w kraju związkowym Bawaria, w rejencji Dolna Frankonia, w regionie Bayerischer Untermain, w powiecie Miltenberg. Leży w paśmie górskim Spessart, około 17 km na północny wschód od Miltenberga, nad Menem, przy linii kolejowej Aschaffenburg – Aalen.

## Dzielnice
W skład gminy wchodzą dwie dzielnice:
- Breitenbrunn
- Faulbach

## Demografia
| Rok  | Liczba mieszk. |
| ---- | -------------- |
| 1792 | 2.466          |
| 1987 | 2.502          |
| 2000 | 2.795          |
| 2005 | 2.769          |

## Polityka
Wójtem jest Walter Weiner (SPD).

## Oświata
(na 1999)

W gminie znajduje się 125 miejsc przedszkolnych (ze 108 dziećmi) oraz szkoła (25 nauczycieli, 464 uczniów).